# Cleolophus autonomus
Cleolophus autonomus is een vliesvleugelig insect uit de familie Eulophidae. De wetenschappelijke naam is voor het eerst geldig gepubliceerd in 1924 door Mercet.